# Yuichiro Nagai
Yuichiro Nagai (Tòquio, Japó, 14 de febrer de 1979) és un futbolista japonès que va disputar quatre partits amb la selecció japonesa.